# 魏石鬼窟
魏石鬼窟（ぎしきのいわや、D1号墳）は、長野県安曇野市穂高有明にある古墳。穂高古墳群（うちD群）を構成する古墳の1つ。安曇野市指定史跡に指定されている（史跡「穂高古墳群」のうち）。坂上田村麻呂に対抗するために魏石鬼八面大王がたてこもった岩屋といわれる。

## 概要

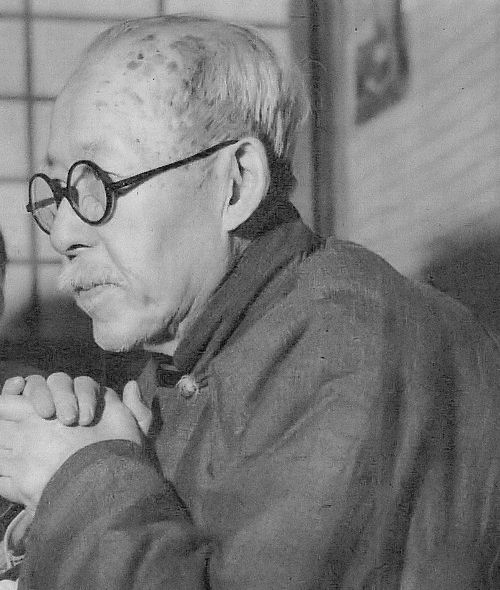
鳥居龍蔵

有明山の麓に位置する古墳である。考古学上では有明D-1号墳と称する。考古・民俗学者の鳥居龍蔵が「ドルメン式古墳である。」と発表した。このように特異な形状を古墳であるため海運を行っていたものと関係するものであるとされている。

## 特徴
- 天井が巨石でできている。
- 付近に八面大王足跡岩がある。
- 特異な形状をしている。

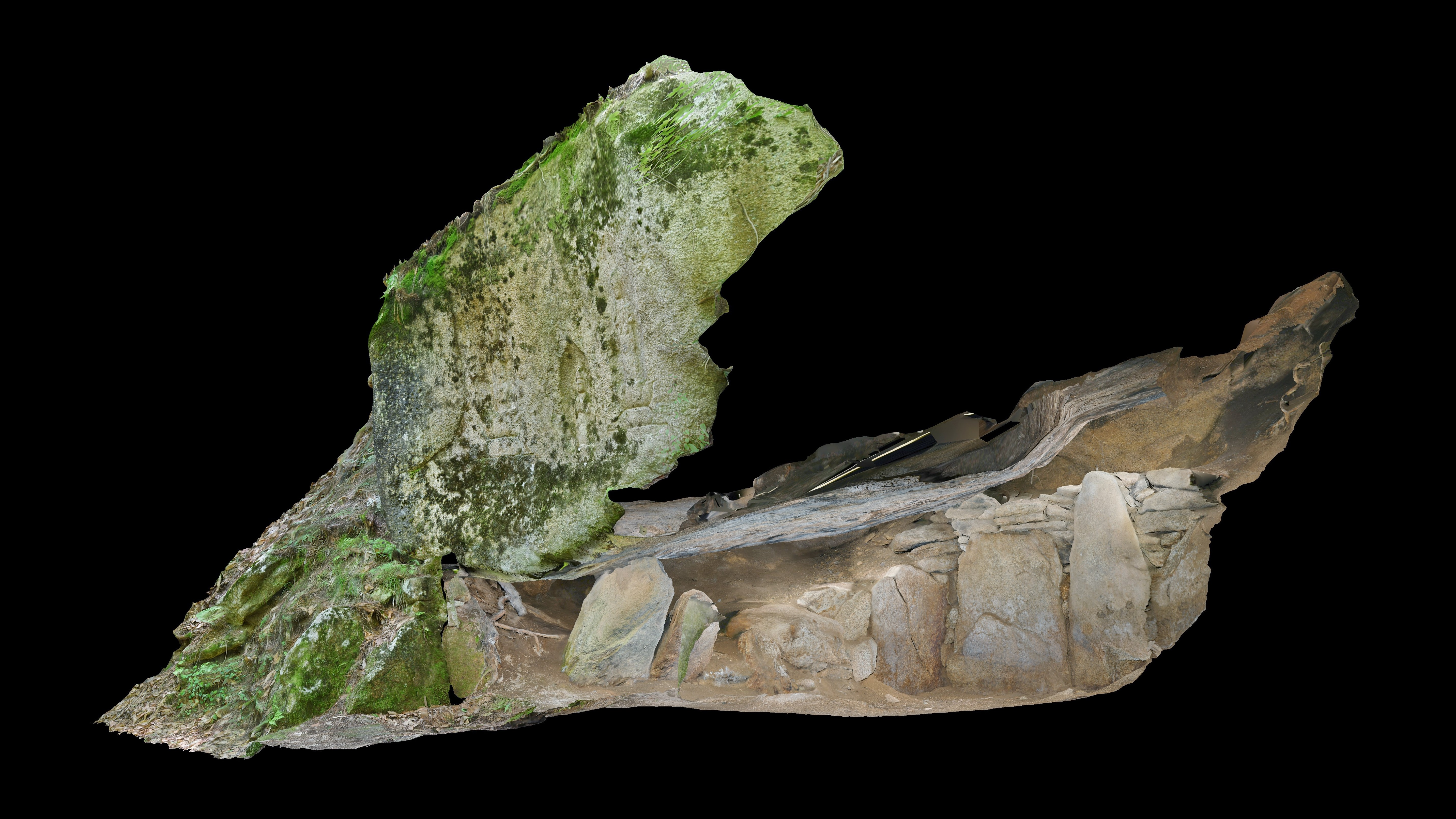
石室パース図

- 戦前までは、長野県の史跡として指定されていた。
- 修験の場として使用された形跡がある。

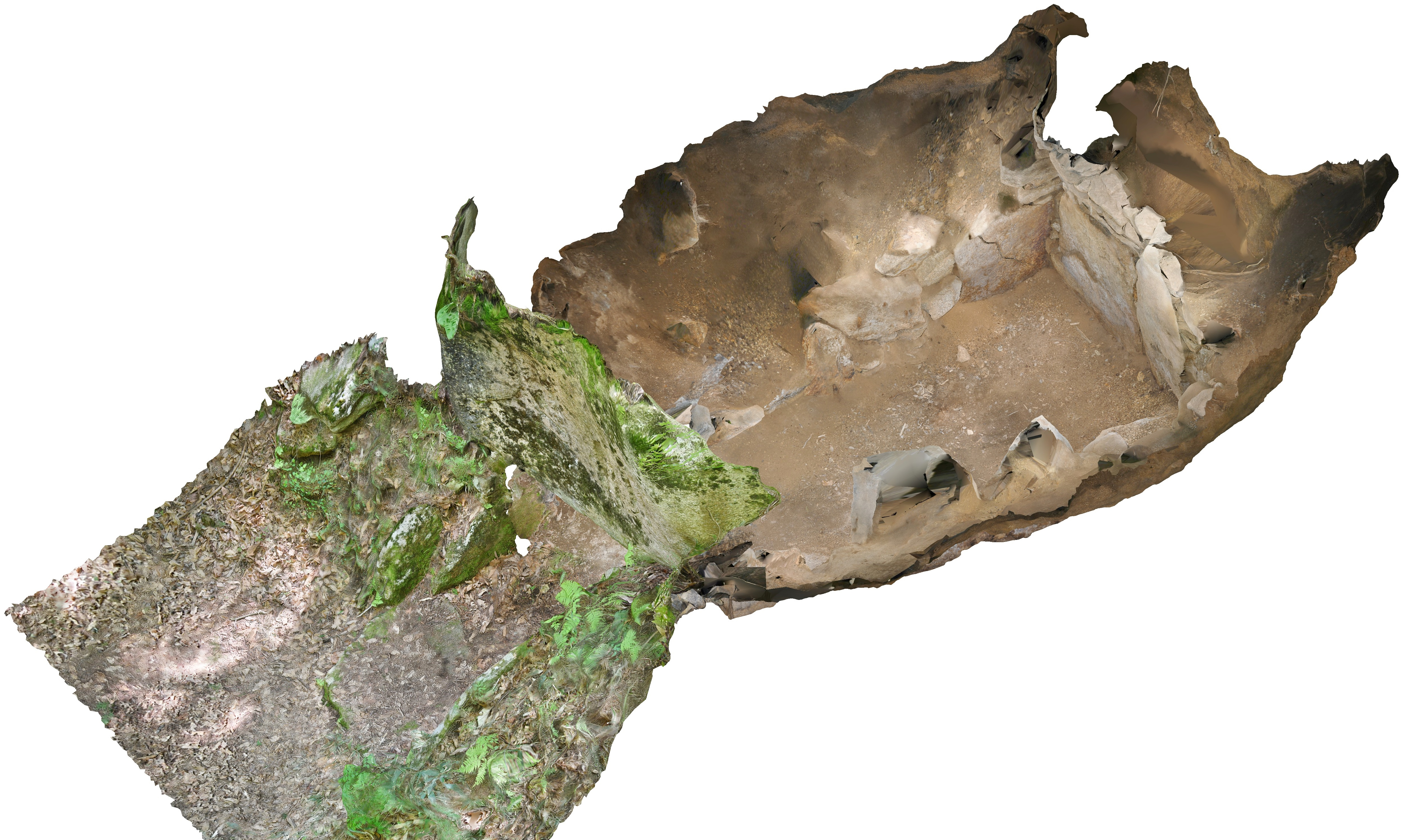
石室俯瞰図
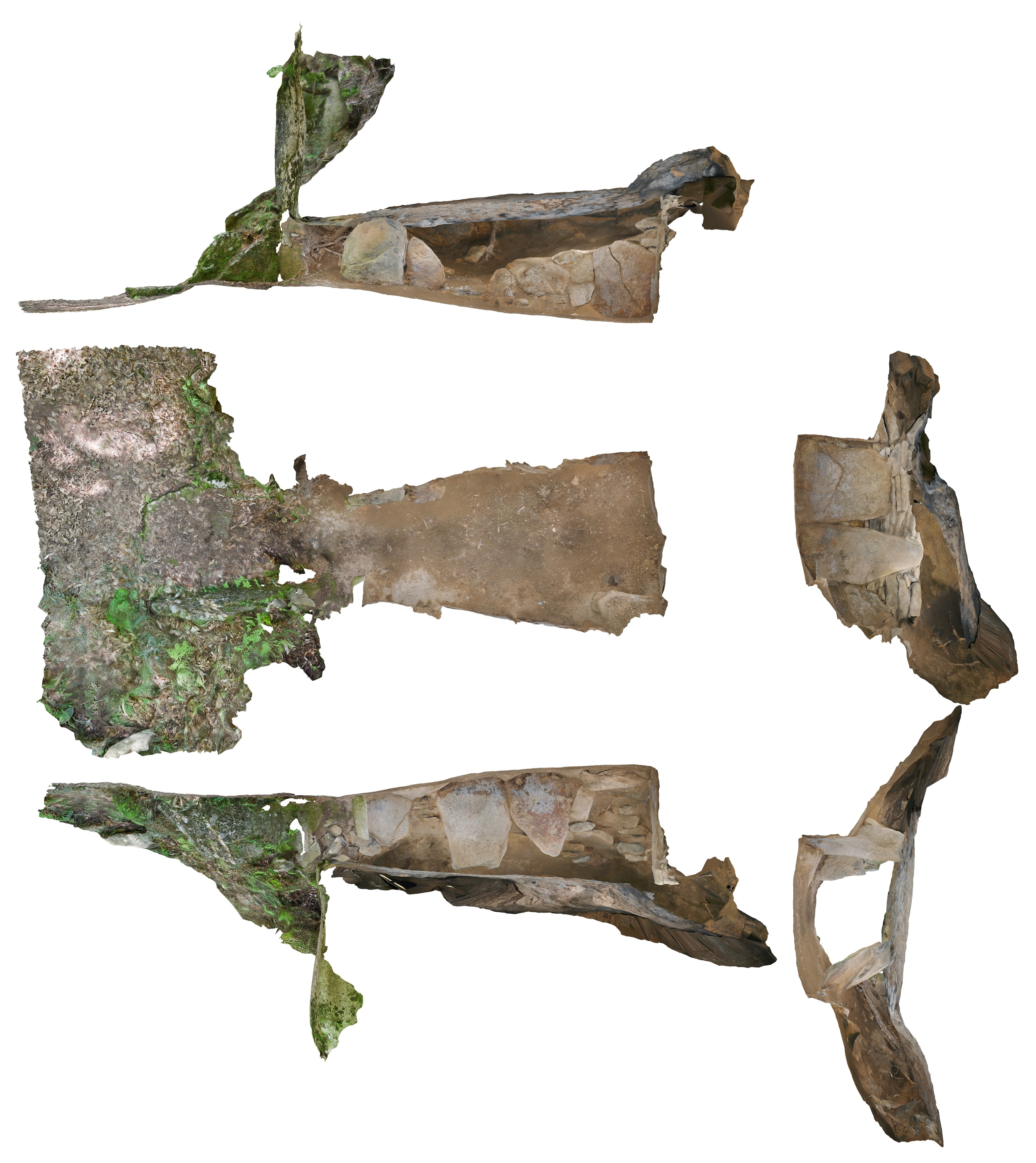
石室展開図
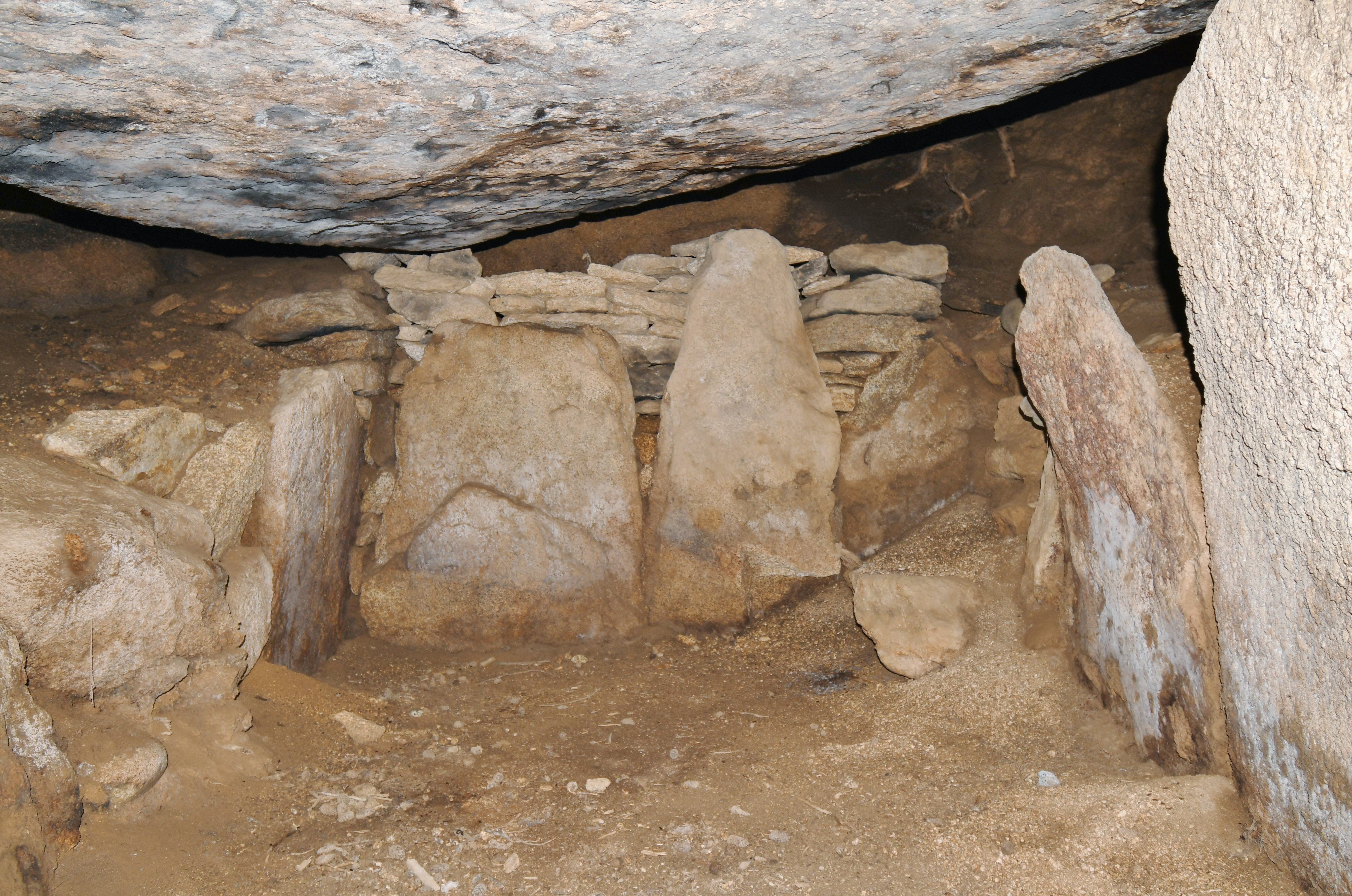
石室内部（奥壁方向）
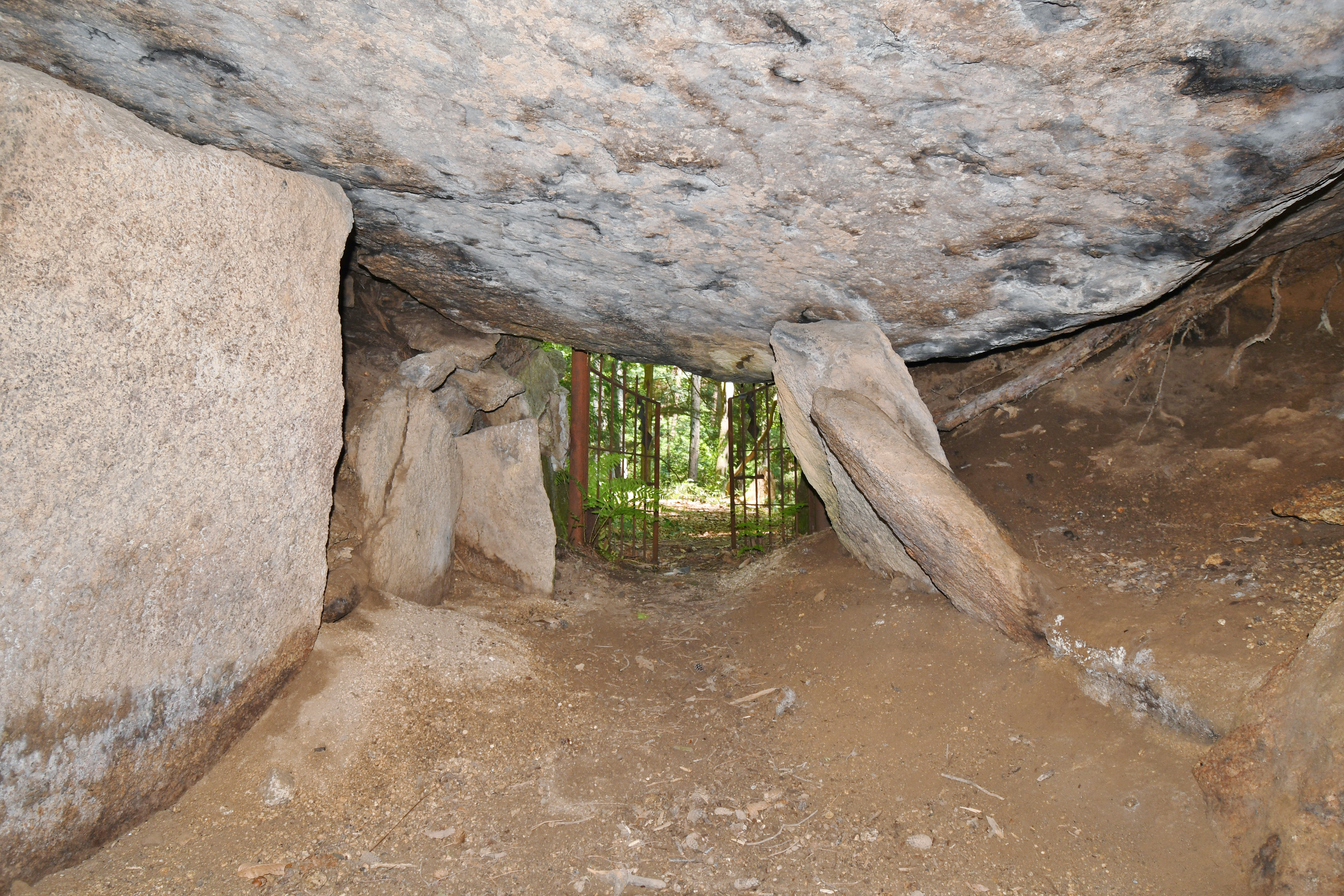
石室内部（開口部方向）
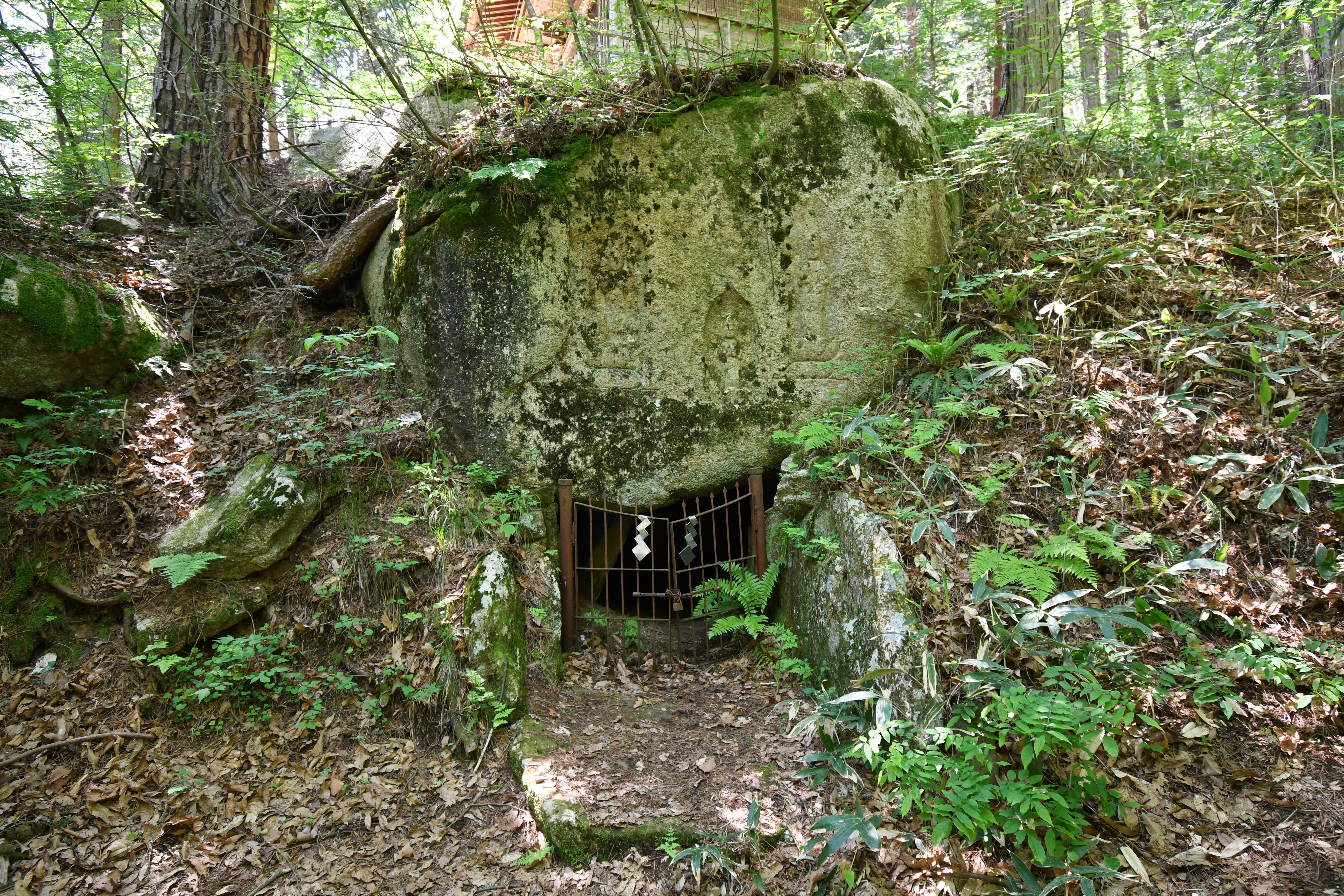
石室開口部
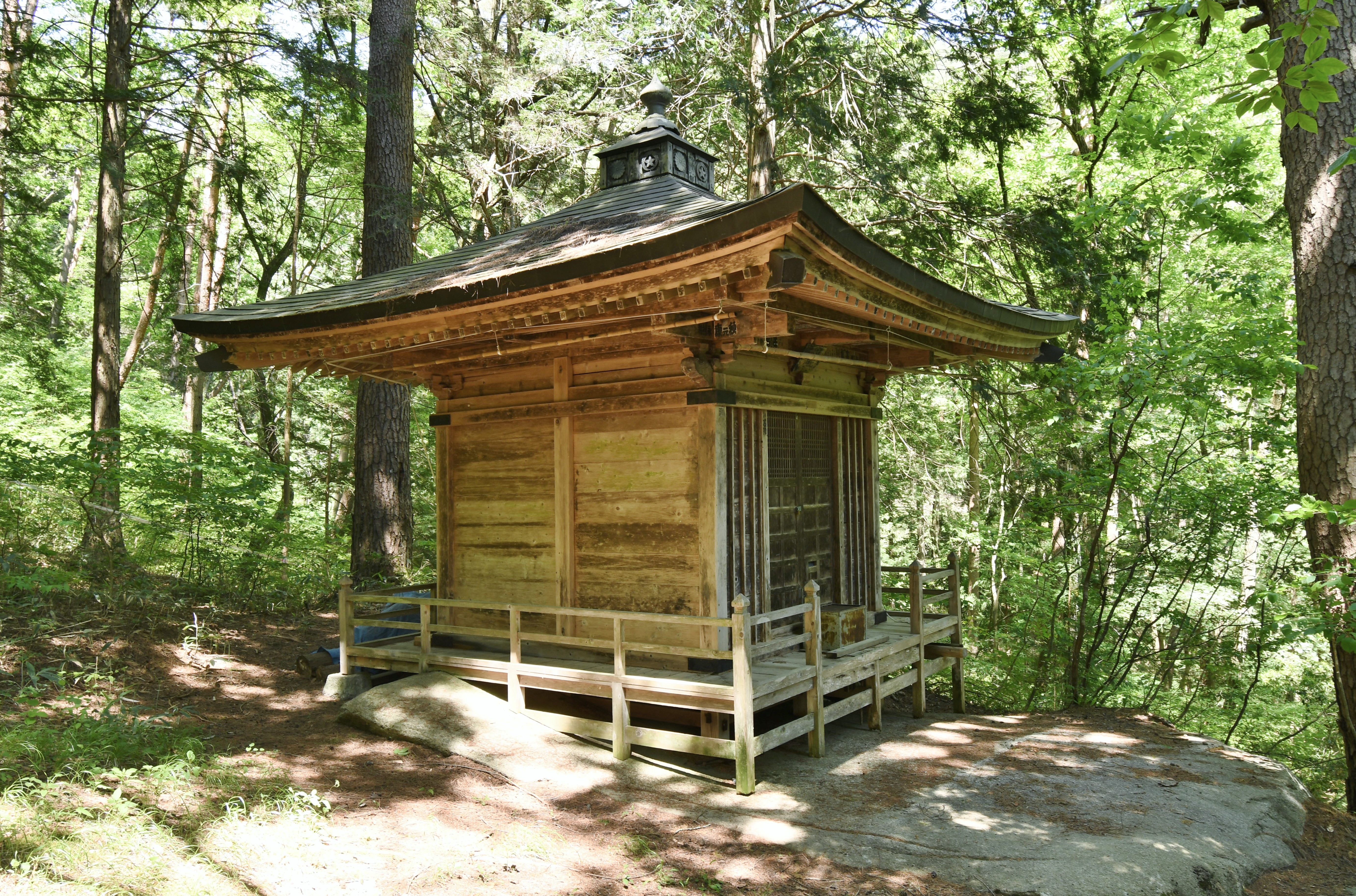
石室上の堂